# Åsfjorden
Åsfjorden är en vik öster om Grums, Värmland, i nordvästra Vänern. Åsfjorden är cirka 12 km lång och över 60 meter djup. Norsälven och Borgviksälven rinner båda ut i Åsfjorden.